# 청주 서기사 석조약사여래좌상
청주 서기사 석조약사여래좌상(淸州 瑞氣寺 石造藥師如來坐像)은 충청북도 청주시 청원구 율량동에 있는 불상이다. 1993년 11월 5일 충청북도의 유형문화재 제174호로 지정되었다.

## 개요
충청북도 청주시 상당구 율량동 서기사에 있는 불상으로 왼손에 약그릇을 들고 있어 중생을 질병의 고통에서 벗어나게 해준다는 약사불을 형상화한 것임을 알 수 있다.
몸 뒤의 광배(光背)는 따로 만들어 놓았고, 목은 부러져 있던 것을 시멘트로 보강하여 놓았다. 머리 위에는 상투 모양의 머리묶음이 낮게 솟아 있으며, 얼굴에는 살이 통통하게 올라 있다. 당당해 보이는 어깨에는 왼쪽에만 옷이 걸쳐 있고 평행선을 이루는 옷주름을 그리면서 팔목과 무릎 아래까지 덮고 있다. 살이 찐 가슴은 노출이 많고 젖꼭지가 사실적으로 표현되어 주목되며, 손모양은 오른손 끝이 땅을 향하고 있다.
만들어진 연대는 고려 중기로 추정되며, 전체 높이는 86cm, 어깨 폭은 42cm이다.

## 참고 자료
- 청주 서기사 석조약사여래좌상 - 국가유산청 국가유산포털